# Hulladekvadasz.hu
A hulladekvadasz.hu 2016 januárjában indult honlap illegális hulladéklerakások bejelentésére. Alapítója Szebenyi Péter környezetmérnök. 2017 januárja óta hulladék témájú hírportál. A Hulladékvadász applikációval lehetővé teszi az illegális hulladékbejelentések egyszerűbb megtételét. Honlapját 2017. május 31-én bejegyzett Jövő-Öko-Nemzedéke Alapítvány (későbbiekben JÖN Alapítvány) üzemelteti.

## Céljai
- Célkitűzése az illegális hulladéklerakások feltérképezése, felszámolása a nyilvánosság segítségével, ezáltal védve a környezetet és segítve a tisztább településkép megőrzését.
- Szoros együttműködésre törekszik a helyi önkormányzatokkal, "zöld" civil szervezetekkel.[2]
- Továbbá szemléletformáló rovataival segítséget nyújtani a mindennapok hulladék nélküli életviteléhez.

## Díjak
Ozone Zöld-díj 2017 civil kategória
Magyar Telekom Delfin díj 2018 
1. ↑  https://hulladekvadasz.hu/2017/10/15/ozone-zold-dij-hulladekvadasz/